# Burcu Karadağ
Burcu Karadağ (Istanbul, 1979) és una música turca que va rebre formació de musica clàssica com a flautista al conservatori a Istanbul, Turquia. Després, es dedicà a un instrument tradicional de la musica sufita, el ney, i se la considera com a la primera dona neyzen (músic que toca el ney) professionalment. Va realitzar molts concerts i recitals al voltant del món. El seu àlbum Ney In Ethno Jazz mescla el ney amb el jazz. Va impartir classes de música al conservatori de la Haliç Üniversitesi (Universitat del Corn d'Or) a Istanbul i també va publicar un llibre, en turc i en anglès, sobre la pedagogia musical del ney.